# Солвай (Нью-Йорк)
Солвай (англ. Solvay) — селище (англ. village) в США, в окрузі Онондага штату Нью-Йорк. Населення — 6645 осіб (2020).

## Географія
Солвай розташований за координатами 43°3′26″ пн. ш. 76°12′45″ зх. д. / 43.05722° пн. ш. 76.21250° зх. д. (43.057292, -76.212452).  За даними Бюро перепису населення США в 2010 році селище мало площу 4,28 км², уся площа — суходіл.

## Демографія
Згідно з переписом 2010 року, у селищі мешкали 6584 особи в 2961 домогосподарстві у складі 1652 родин. Густота населення становила 1537 осіб/км².  Було 3234 помешкання (755/км²).
Расовий склад населення:
| - 91,6 % — білих - 2,0 % — чорних або афроамериканців - 1,5 % — корінних американців - 0,8 % — азіатів - 0,1 % — вихідців з тихоокеанських островів - 1,1 % — осіб інших рас |

До двох чи більше рас належало 3,0 %. Частка іспаномовних становила 4,8 % від усіх жителів.
За віковим діапазоном населення розподілялося таким чином: 21,4 % — особи молодші 18 років, 61,9 % — особи у віці 18—64 років, 16,7 % — особи у віці 65 років та старші. Медіана віку мешканця становила 38,6 року. На 100 осіб жіночої статі у селищі припадало 92,0 чоловіків;  на 100 жінок у віці від 18 років та старших — 90,3 чоловіків також старших 18 років.
Середній дохід на одне домашнє господарство  становив 55 123 долари США (медіана — 41 944), а середній дохід на одну сім'ю — 69 787 доларів (медіана — 62 244). Медіана доходів становила 40 077 доларів для чоловіків та 31 490 доларів для жінок. За межею бідності перебувало 12,7 % осіб, у тому числі 14,7 % дітей у віці до 18 років та 12,9 % осіб у віці 65 років та старших.
Цивільне працевлаштоване населення становило 3443 особи. Основні галузі зайнятості: освіта, охорона здоров'я та соціальна допомога — 25,5 %, роздрібна торгівля — 15,4 %, науковці, спеціалісти, менеджери — 10,7 %, виробництво — 9,4 %.